# Statens skogsforskningsinstitut

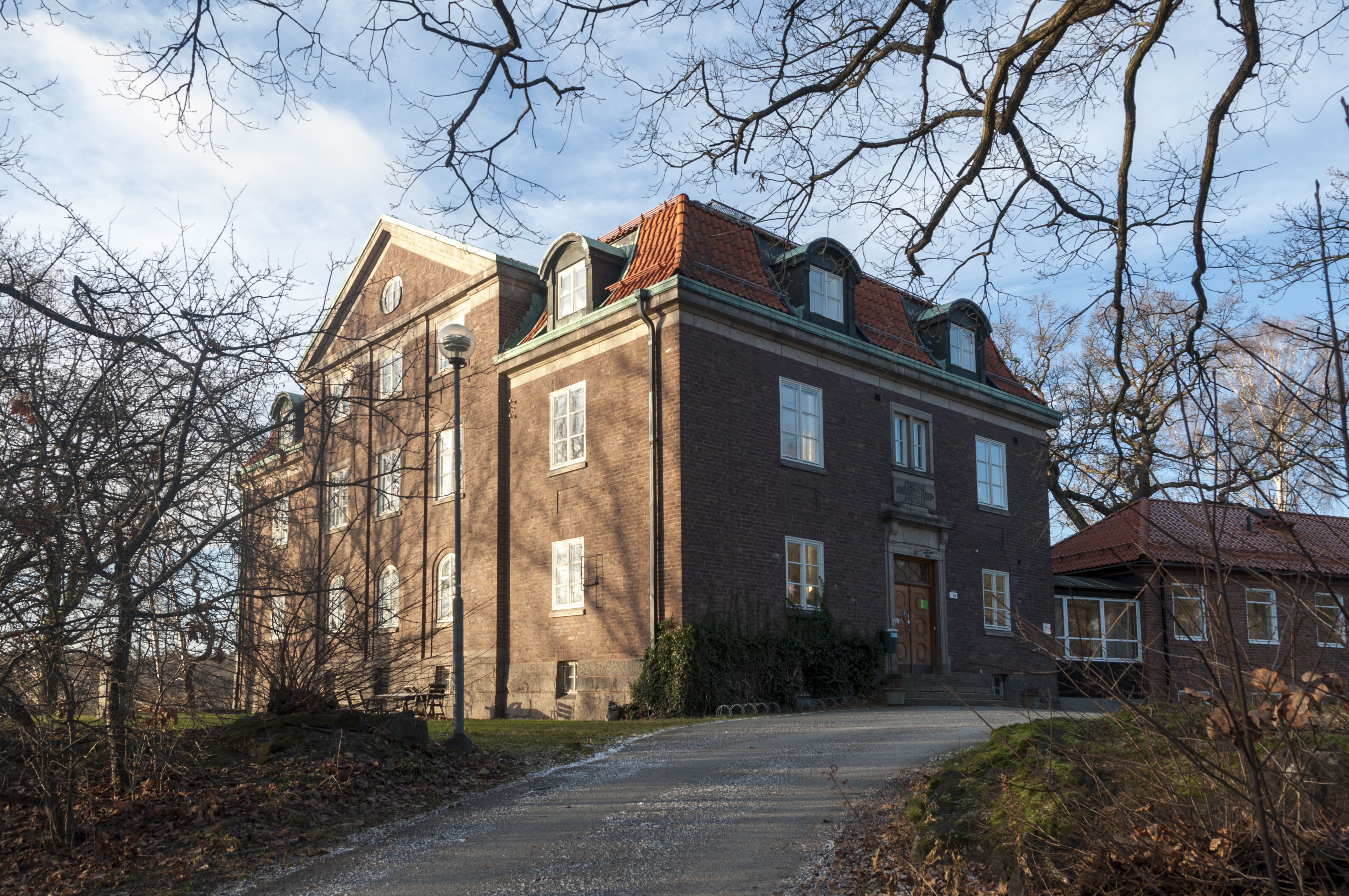
Skogsforskningsinstitutets laboratorium vid Frescati hage.

Statens skogsforskningsinstitut, tidigare Statens skogsförsöksanstalt, var ett svenskt forskningsinstitut grundat 1902 som tillhörde staten och var inriktat mot skogsvetenskaplig forskning. Det var verksamt fram till 1962 då det fördes samman med Skogshögskolan.
Institutet grundades 1902 som Forstliga försöksanstalten av Domänstyrelsen och bytte 1905 namn till Statens skogsförsöksanstalt (forst är ett äldre ord för skog). 1912 ställdes anstalten under en styrelse som var gemensam med Skogshögskolan. 1914-1915 uppfördes byggnader i Frescati hage i på Norra Djurgården i Stockholm.
Namnet ändrades 1945 till Statens skogsforskningsinstitut. År 1962 fördes institutet samman med Skogshögskolan för att ytterligare förbättra sambandet mellan institutet och den högre utbildningen. 1977 bildades Sveriges lantbruksuniversitet (SLU) genom sammanslagning av Lantbrukshögskolan, Skogshögskolan och Veterinärhögskolan. Skogshögskolan utgör sedan dess den skogsvetenskapliga fakulteten inom SLU.

## Bakgrund

Skogsinstitutet på Södra Djurgården i Stockholm 1829–1915.

Kraven på förbättrad forskning och utbildning inom skogliga ämnen ökade vid sekelskiftet 1800/1900 i takt med en växande insikt att det var ohållbart att fortsätta med det exploaterande skogsbruk, som pågick i så gott som hela landet. Virkesförrådet i skogarna sjönk samtidigt som skogsindustrin expanderade. Man befarade virkesbrist. De nya kraven på skogsägarna manifesterades i en ny, nationell skogsvårdslag som antogs av riksdagen 1903.
Den högre skogliga utbildningen bedrevs vid Kungl. Skogsinstitutet sedan 1828. Det var en 2-årig utbildning. Skogsinstitutets undervisning hade i huvudsak varit avsedd för blivande revirförvaltare i Domänverket.  Den lägre kurs på 1¼ år som startade 1894 skulle tillgodose utbildningsbehovet för privata skogsförvaltare. Utbildningsnivåerna hade ringa inslag av skogsvård. I en sådan miljö var efterfrågan på såväl forskning som utbildning i skogsvård svag.
Med den nya skogsvårdslagen 1903 blev förhållandena annorlunda. Nu var skogsägarna, såväl skogsbolag som privatskogsägare, skyldiga att åstadkomma ny skog under den mängd skiftande klimat-, mark- och andra förutsättningar, som förekom i olika landsdelar.

### Forskningsläget i Sverige före 1902
Skogsinstitutet hade ursprungligen inget forskningsuppdrag. Inte förrän 1886 stadgades att institutet skulle utveckla skogsvetenskapen. Direktören (ungefär rektorn) för institutet skulle enligt stadgarna bedriva allmän kunskapsförmedling till skogsbruket genom publicering av ”tjänliga skrifter” samt följa skogshushållningens framsteg i Sverige och utomlands. Mycket riktigt hörde också direktörerna Israel af Ström (1778–1856), Gustaf Segerdahl (1803–1891) och Conrad Georg Holmerz (1839–1907) till den fåtaliga krets av betydelsefulla författare av skogliga läroböcker och uppsatser under 1800-talet. Dessutom fanns kunskapsuppbyggnad vid Brukssocietetens privata utbildning av skogsförvaltare i Bergslagen 1839–1860, vars rektor var den tyske forstassessorn Carl Ludvig Obbarius (1780–1860).
Tyskland låg långt före Sverige när det gällde skoglig forskning och utbildning. Redan i början av 1800-talet bedrevs utbildning på universitetsnivå vid ett antal forstakademier. Omkring år 1900 fanns vid vardera av akademierna ett tiotal professorer och ett flertal docenter och andra lärare, medan lärarkåren vid det statliga Skogsinstitutet i Sverige vid samma tidpunkt utgjordes av rektorn, två lektorer och tre lärare. Så gott som samtliga direktörer vid Skogsinstitutet, från och med den förste av dem, Israel af Ström, hade studerat vid någon av forstakademierna i Tyskland. Tyska läroböcker användes också vid Skogsinstitutet och vid skogsskolorna. De senare var den lägre skogsutbildning, som etablerades omkring år 1860. Det tyska skogsbruket kom för många att bli en förebild för svenskt skogsbruk. Detta förstärktes av att under 1800-talets första hälft började tyska jägmästare anställas vid bruk och gods i Bergslagen och angränsande län för att lära upp de egna skogvaktarna. Det förekom till exempel vid Lesjöfors, Färna, Uddeholm och Hällefors samt på slott och gods i Skåne, bland andra Maltesholm, Trolleholm och Kristinehof. Detta hade en stor positiv påverkan på skogsskötseln i särskilt bruks- och godsområdena i Bergslagen. Resultatet blev ett avsevärt högre virkesförråd där än i övriga Sverige, vilket den första riksskogstaxeringen 1923–1929 visade. Bidragande till den högre kunskapsnivån var också Brukssocietetens egen skola med utbildning av skogsförvaltare i Bergslagen.
Även om det inte förekom någon organiserad forskning vid skogsinstitutet utfördes dock vetenskapligt arbete av enskilda personer på uppdrag av Domänverket eller på eget initiativ. Till de mera framstående av dessa under 1800-talets senare del hörde Carl Magnus Sjögreen, som utvecklade beståndsanläggningen, Thorsten Örtenblad och C. G. Holmerz utförde banbrytande undersökningar om tillväxt, trädslagsdynamik och föryngringsförhållanden i Norrlands och Dalarnas skogar, Albert Nilsson bedrev växtgeografiska studier, vilka blev en viktig grund för 1900-talets ståndortsforskning. Fredrik Lovén undersökte tallens och granens tillväxt och behandling i Värmland. Lovén var skogschef vid skogsbolaget Uddeholm, och de övriga var anställda i Domänverket på olika poster.
Det var således ett mycket litet antal personer som forskade eller sammanfattade befintlig kunskap i läroböcker under 1800-talet. Deras insatser var därtill utspridda under en lång tid. Forskningen blev därför fragmentarisk både ämnesmässigt och geografiskt. Det tog dessutom tid med spridning av enstaka forskningsrön och lokal erfarenhet inom landet, liksom även överföring av utländska, skogliga forskningsrön och kunskaper till Sverige. Först måste rönen och kunskaperna ha prövats i försök och anpassats till lokala förhållanden i Sverige, innan de kunde komma till praktisk tillämpning. I regel var det av både och praktiska och psykologiska orsaker en fråga om många år för en sådan lärandeprocess. Det praktiska gällde bland annat de tidskrävande studierna av biologiska skeenden i mark, träd och bestånd. Dessutom måste nya metoder bli accepterade av bolag och privata skogsägare. Detta kan ge en delförklaring till att skogsvården inte förbättrades mera allmänt under 1800-talets andra hälft. Det fanns därför ett stort behov för Sverige att bedriva en egen organiserad skogsforskning.

## Forskningsverksamheten mellan 1902 och 1962
Vid starten år 1902 bestod den forskande personalen av fyra personer. Alexander Maass, som varit lektor vid Skogsinstitutet, blev föreståndare, och fil.dr Gunnar Andersson utsågs till botanist. Till assistenter utnämndes jägmästare Gunnar Schotte och fil. lic. Henrik Hesselman.

### Ekologi och tillväxtens förutsättningar
Ekologerna vid Skogsforskningsinstitutet började inte från noll år 1902. De drog nytta av forskningsframstegen inom den mer generella ekologin som utvecklades av vetenskapsmännen i Europa och USA.

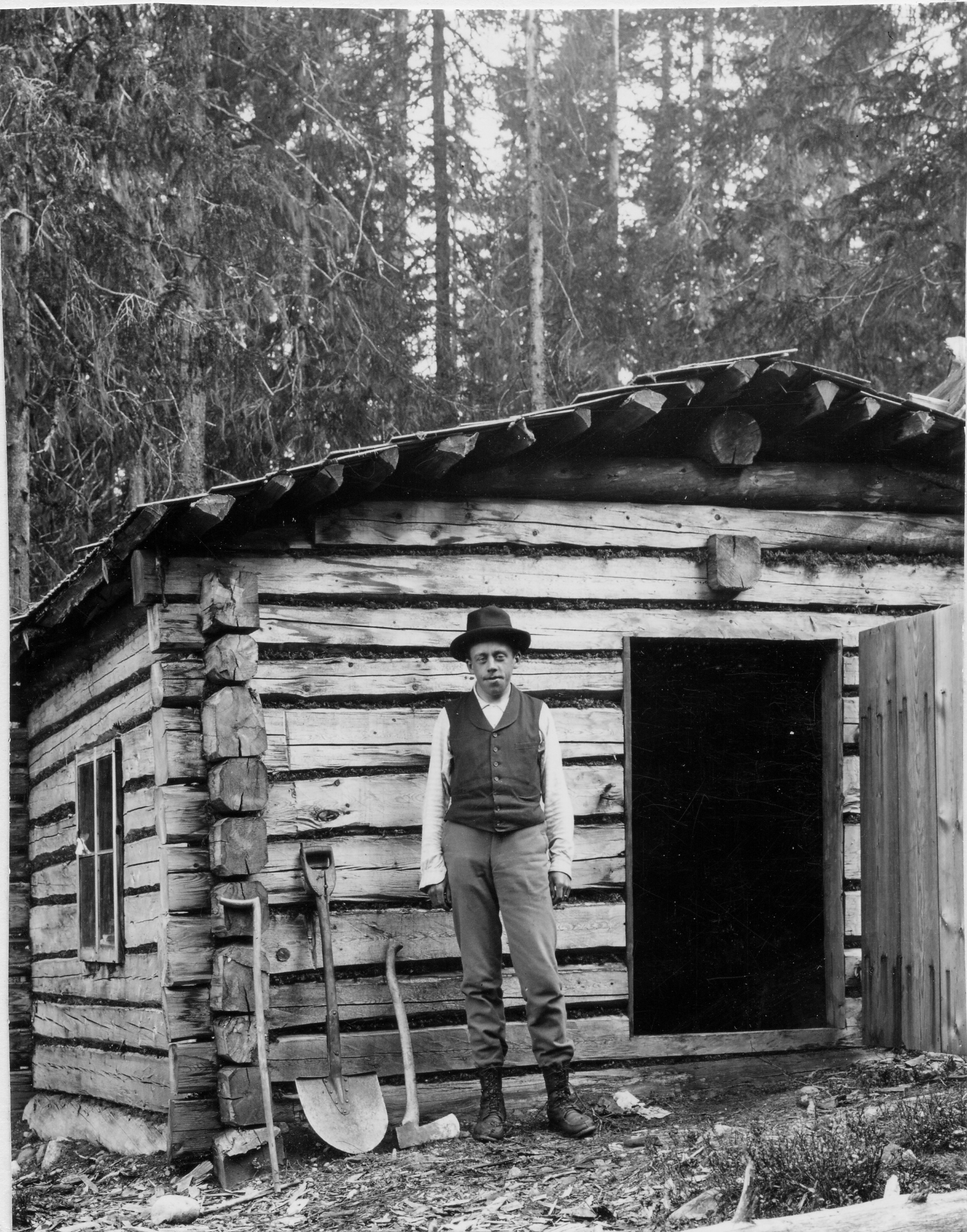
Henrik Hesselman vid en jägmästarkoja på Hamra kronopark i Dalarna 1903.

Vid starten 1902 fanns två forskare på avdelningen. På 1910-talet hade gruppen ökat till fyra och bestod av Henrik Hesselman, Olof Tamm, Carl Malmström och Lars-Gunnar Romell (1891–1981).
Hesselman ledde verksamheten från 1906 till 1939, och var chef för Skogsforskningsinstitutet 1925–1939. Han tillämpade en speciell undersökningsmetodik genom att studera sambandet mellan växter och miljö experimentellt både i fält och inomhus under kontrollerade förhållanden. Han använde metoden redan under arbetet med sin doktorsavhandling.
Elias Melin presenterade år 1921 en mikrobiologisk undersökning i syfte att kunna särskilja bland annat tallens och granens mykorrhizor som hjälper träden att ta upp vatten och näring och får i sin tur organiska föreningar från träden. År 1955 kunde Melin och kollegor efter laboratorieexperiment redovisa att avsevärda mängder kolföreningar överförs från rötterna till svamparnas hyfer, vilket publicerades i tidskriften Nature 1953.
Olof Tamms forskning gällde i huvudsak markläreområdet, där han studerade bland annat geologiska förhållanden, markvittringen, samspelet mellan geologi och trädens tillväxt, grundvattnets rörelser, podsoleringsprocessen,  jordmånstyper med mera. Han producerade läroboken ”Den nordsvenska skogsmarken”, som utkom 1940 och under många år var standardverket i ämnet marklära på Skogshögskolan.

### Skogsföryngring
År 1907 startade föryngringsforskningen med anläggning av försöksytor i Norrland, där Domänverket, skogsbolagen och privatskogsägarna hade de största svårigheterna att skapa ny skog. Verket bedrev en exploaterande avverkningsform, kallad timmerblädning, som innebar att man sålde timmer på rot över en viss dimension. Det klenare virket lämnades kvar som så kallad ”återväxt”, vilken mycket sällan var godtagbar som föryngring.  Försöksmetodiken var mycket enkel. Man delade in en provyta i rutor. Var och en av dessa skogsodlades med en av de metoder man skulle studera. Det förekom inga upprepningar. Metoden var därför inte statistiskt säker.
År 1916 bildades en särskild norrlandsavdelning med Edward Wibeck (1877–1972) som chef. Försöksserier med olika metoder för markberedning, sådd och plantering anlades i bland annat Norrbottens kustland. De led i stort sett av samma brister som de tidigare försöken.
De grundläggande ståndortsfaktorernas betydelse ingick inte i undersökningen.  Den forskningen utfördes i stället av Hesselman, Tamm, Malmström, Romell med flera som närmade sig en tillämpad forskning i sådan utsträckning, att de kunde ge praktiska råd till skogsbruket i föryngrings- och skogsvårdsfrågor.
Föryngringsforskningen låg nere mellan 1920 och 1939. Den nedlagda forskningen förstärkte också en trend inom hela skogsbruket, nämligen att minska eller överge skogodling och i stället tillämpa någon av de olika blädnings- och plockhuggningsmetoder som florerade. Skogsvårdsstyrelserna hade också en bristande lagtillsyn av föryngringarna under perioden.
Lars Tirén som 1945 blev chef för Skogsavdelningen vid institutet insåg under andra världskriget behovet av en ordentlig forskning inom föryngringsområdet. Han påbörjade år 1942 anläggning av nya försöksserier med sådd och plantering över hela Norrland. Han utnyttjande en modern metodik för fältförsök grundad på matematisk- statistiska metoder. Resultaten publicerades 1952–1958. De var den första stora, vetenskapligt korrekta skogsodlingsundersökningarna i Sverige.

### Proveniensforskning
När de Mendelska lagarna återupptäcktes omkring år 1900 fick proveniensforskningen en ny start från en vetenskaplig utgångspunkt. Proveniensfrågan blev från början ett prioriterat område för Skogsförsöksanstalten och huvudsakligen en Norrlandsfråga.
Man ville också veta hur långt söderifrån man kunde hämta tallfrö för användning i Norrland. För att besvara denna fråga anlade Gunnar Schotte (1874–1925) och Edward Wibeck 1911–1912 försöksytor i Dalarna och Norrland med tallplantor uppdragna från frö, som samlats in från omkring tjugo platser utspridda över stora delar av landet. I likhet med föryngringsförsöken saknades upprepningar. Trots denna brist var det en av de viktigaste proveniensstudier som dittills genomförts, mycket på grund försökets ålder.
Försöken gav en klar indikation om riskerna med långa förflyttningar av tallfrö till hårdare klimatlägen. Man konstaterade också att parasitsvampen snöskytte var den ojämförligt vanligaste orsaken till plantdöd, när sydliga provenienser flyttades norrut. Dessa kunskaper var avgörande för att lyckas med skogsodling i Norrland. Det dröjde emellertid med tillämpningen av dessa kunskaper till 1950-talet.
Bearbetningen av Schottes och Wibecks försöksmaterial fortsatte dock, och nya försök anlades för att få grepp om de bästa förflyttningarna med hänsyn till breddgrad, höjd över havet och i någon mån övriga ståndortsegenskaper, såsom temperaturklimatet. Mindre undersökningar utfördes också med granprovenienser, som verkade mer okänsliga för förflyttningar mot kallare klimat. Under 1950-talet kunde forskarna ge skogsbruket preliminära rekommendationer om förflyttning av främst tallfrö.

### Produktionsforskning

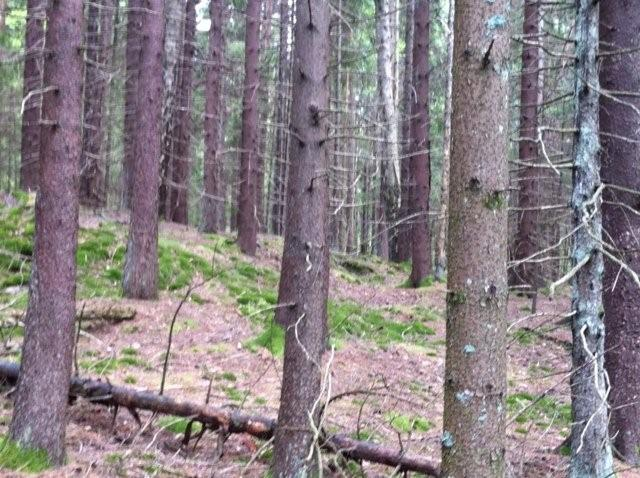
Gallrad granskog i Västra Götaland, 85 år, 320 m³sk per hektar. Nästa åtgärd är slutavverkning.

Även produktionsforskningen fick en tidig start. När Gunnar Schotte (1874–1925) mellan 1905 och 1925 lät anlägga nära 700 fasta provytor valde han långsiktiga, jämförande gallringsförsök som undersökningsmetod.
Redan omkring 1920 började de tidigaste försöken ge resultat av värde för det praktiska skogsbruket. I motsats till föryngringsforskningen fick dessa resultat en mycket positiv effekt i på skogsvården.
Metodiken med jämförande försök var emellertid tidsödande. Henrik Pettersson (1879–1962) på skogsavdelningen gick över till tabellmetoden när han 1926 fick ansvaret för produktionsforskningen. Metoden innebar att materialet från de fasta gallringsytorna delades upp i korta utvecklingsavsnitt, det vill säga perioden mellan två gallringar, och bearbetades med regressionsanalys. Avsnitten fogades sedan samman till en hel beståndsutveckling, från anläggning av beståndet till slutavverkning.
Under ledning av Manfred Näslund (1899–1988) började Skogsforskningsinstitutet år 1941 samla in nytt material från tillfälliga provytor. Det pågick till 1965. Det omfattande materialet, som representerade olika typer av bestånd i orörd och gallrad skog i hela landet, ingick i och ingår fortfarande i den så kallade Stora produktionsundersökningen, ”Stora P”.

### Skogsuppskattning och skogstaxering
Skogsuppskattning avser mätningar och beräkningar av virkesförråd, tillväxt m.m. för enskilda träd, bestånd och större områden. Säkra metoder för uppskattning är nödvändiga för skogstaxering, för produktionsforskning samt för det praktiska skogsbruket vid förvaltningen av skogstillgångarna. 
Maass införde till Sverige begreppet formtal, vilket innebar ett framsteg för skogsuppskattning i det praktiska skogsbruket. För vetenskapliga  ändamål var dock dessa mätfaktorer inte tillräckligt noggranna.
Under Henrik Petterssons ledning påbörjades en utveckling mot säkrare metoder för vetenskapliga stickprovsundersökningar med användning av matematisk- statistiska metoder.
Henrik Pettersson föreslog att sannolikhetskalkylen skulle användas som metod för att beräkna noggrannheten vid linjetaxering. Det gjorde han som ledamot i en kommission för planering av en försökstaxering av Värmland. Den utfördes 1911, och erfarenheterna låg till grund för den första riksskogstaxeringen under åren 1923 -1929. Principen var att lägga ut ett nät av tio meter breda taxeringslinjer. En kompassförare släpade en 100 meter lång lina efter sig. Utefter denna registrerades träd i storleksklasser, trädslag och markförhållande inom 5 meter på båda sidor av linan. Man tog slumpvis ut vart 50:e träd som provträd, vilket mättes mer detaljerat. Noggrannheten reglerades med avståndet mellan taxeringslinjerna. Exempelvis skulle ett linjeavstånd på 5 km innebära att 0,2 % av skogen taxerades. Medelfelet för virkesförrådet blev då 3,3 % enligt sannolikhetskalkylen.
Den andra riksskogstaxeringen utfördes mellan 1938 och 1952. Den började som linjetaxering och avslutades som provytetaxering. Man hade nämligen konstaterat att medelfelet för provytor inte var mycket större än vid linjetaxering, trots att den totala ytan för proven bara var en fyrtiondedel av den förra.

### Skogsteknik
Skogsforskningsinstitutet hade en blygsammare roll i skogsteknisk forskning än inom de forskningsområden som tidigare beskrivits. I stället dominerade Domänverket, skogsbolagen, maskintillverkarna samt deras sammanslutningar i den skogstekniska utvecklingen. 
År 1938 etablerades Föreningen skogsarbetens och Kungl. Domänstyrelsens arbetsstudieavdelning, SDA. Några år senare bildades ytterligare två privata arbetsstudieorganisationer. De arbets- och metodstudier som dessa organisationer utförde skulle utgöra underlag för bland annat utveckling av huggnings- och körningsarbetet. I det samarbete som uppstod mellan olika intressenter blev Skogsforskningsinstitutets roll ergonomiska, arbetsfysiologiska och prestationsstudier, som institutet utförde på skogsarbetarna.
År 1949 fick Skogsforskningsinstitutet en avdelning för arbetslära. Den ägnade sig ganska omedelbart åt mekanisering av markberedningen. Det var en angelägen uppgift med tanke på den tredubbling av planteringsarealerna under en 20 års period framåt som Tirén kalkylerade med.

## Chefer vid Statens Skogsforskningsinstitut
Följande har varit chefer för Statens Skogsforskningsinstitut (tidigare benämnd Forstliga försöksanstalten och Statens skogsförsöksanstalt).
| Alexander Maass, jägmästare                 | 1902–1908                  |
| Gunnar Victor Schotte jägmästare, professor | 1909–1925 (t.f. från 1908) |
| Henrik Hesselman, fil.dr.,professor         | 1925–1939                  |
| Henrik Pettersson, jägmästare, professor    | 1939–1944                  |
| Manfred Näslund, jägmästare, professor      | 1944–1957                  |
| Erik Hagberg, jägmästare, professor         | 1957–1962                  |